# روني روس
روني روس (بالإنجليزية: Ronnie Ross)‏ (و. 1933 – 1991 م) هو عازف ساكسفون، وعازف جاز، من المملكة المتحدة، ولد في كلكتا، توفي في لندن، عن عمر يناهز 58 عاماً.

## وصلات خارجية
- روني روس على موقع IMDb (الإنجليزية)
- روني روس على موقع ميوزك برينز (الإنجليزية)
- روني روس على موقع أول ميوزيك (الإنجليزية)
- روني روس على موقع ديسكوغز (الإنجليزية)